# ボイン川
ボイン川（ボインがわ、愛: An Bhóinn、英: River Boyne）はアイルランドのレンスター地方を流域としている川。キルデア県カーブリー付近の源流からミーズ県を北東に向かって流れ、アイリッシュ海に注いでいる。

## 概要
中流域のボイン渓谷ではサケやマスなどを捕らえる事ができる。ドロヘダのすぐ西には、高速道路M1を走るボイン川橋があり、東にはダブリン - ベルファスト鉄道を走るボイン高架橋がある。ボイン川の流域面積は2,695 km2であり、長期平均流量は38.8m3/sである。
全長が112kmと短いにもかかわらず、ボイン川は歴史的、考古学的そしてケルト神話の上でも重要な舞台となっている。古都トリムやタラの丘、ナヴァン、ニューグレンジ、ドラハダなどの歴史ある町や遺跡が付近には多い。名誉革命後に発生したジャコバイトによるウィリアマイト戦争では1690年ボイン河畔で決定的な戦闘が行われた（ボイン川の戦い）。これは、トリム、トリム城、タラの丘（アイルランド上王の古代首都）、ナヴァン、スレーンの丘、ブル・ナ・ボイン（巨石モニュメントの複合体）、メリフォント修道院、そしてドログヘダの中世の町の古代の町を通過する。ボイン渓谷でも、ラフクリュー、ケルズ、ケルト人の十字架、および城を含む他の歴史的、考古学的な遺跡がある。
古代ギリシャの天文学者クラウディオス・プトレマイオスは2世紀にアイルランドの地図を作成しているが、その中にはボイン川が書き込まれており、この川を「Βουουινδα、またはΒουβινδα」と名付けている。後の時代ジェラルダス・カンブレンシスからは「Boandus」と呼ばれていた。伝説によればフィン・マックールが聖なる鮭（サーモン・オブ・ポリッジ）フィンタン（Fiontán）を捕らえた川であるとされる。ボインという名称はアイルランド神話の女神ボアーン(ボアンド／ボアン)に由来するとされている。ボイン川のミーズ区間は、スミオル・フィオン・フェイドゥリム（Smior Fionn Feidhlimthe）（「フィオンン・フェリムの骨髄」）としても知られていた。ボイン川の潮の満ち引きの河口は、マストック川との合流点である「カーリーホール（curly hole）」まで内陸に伸びており、アイルランド文学には数々の名前があり、『トゥイリアンの息子たちの悲劇（The Tragedy of the Sons of Tuireann）』、『Togail Bruidne Dá Derga』などの古代の伝説や神話の中で、出発地や到着地として関連づけられていた。『Acallam na Senórach』では、河口部は船が豊富な「インバー・ビック・ローングスィー（Inber Bic Loingsigh）」と呼ばれている。インバー・コルパ（Inber Colpa）またはインバー・コルプタ（Inber Colptha）は、中世初期のボイン河口の主要な名称だった。南岸にあるコルプ（Colp）の村と市民小教区がこの名前を保持している。この地に上陸しようとした際に溺死し、コルプ教会の裏手にあるリングフォートに埋葬されているという伝説がある。別のディンセンチャスの伝統では、名前は巨大な水生生物のマタに由来しているが、ブル・ナ・ボインで殺害されたマタはバラバラにされてボイン川に投げ込まれた。そのすねの骨（コルプサ）が河口に達し、インバー・コルプサの名が付けられたとされている。

## ボイン運河
ボイン・ナビゲーション（Boyne Navigation）は、ドロヘダ近くのオールドブリッジからナヴァンまで、本川にほぼ平行して走る一連の運河を指す。環境・建築遺産の非政府組織であるアン・タイセ（An Taisce）が所有し、ほとんどが廃墟化されているが、アイルランド内陸水路協会が運河を航行可能な状態に復元しようとしている。ボイン遺跡の戦いの中を通るオールドブリッジの運河が最初に復元された。

## 先史美術
2013年8月に先史時代の美術品であることを示す岩が発見された。アイルランド考古学調査を通して、幾何学的な彫刻が施された岩石がミーズ県ドノアで発見されたことを報告した。

## 丸木舟
2013年5月、ラウス県ドロヘダ付近にあるボイン漁師の救助と回収サービス（BFRRS）は、ボイン川からショッピングカートを撤去するための定期的な作業を行っていたところ、専門家が5000年前のものではないかと考えている古代の丸木舟を発見した。水中考古学者による最初の調査では、ここで発見された他の丸木舟とは異なり、上端に楕円形の形をしているため、非常に珍しいものである可能性を示唆している。調査は2013年現在も継続中である。

## ヴァイキング船
2006年、浚渫作業中にドロヘダの川底でヴァイキング船の残りが発見された。この船は航海に危険をもたらすため、発掘されることになっている。

## ギャラリー

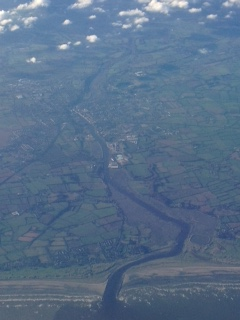
ボイン川河口とドロヘダの航空写真
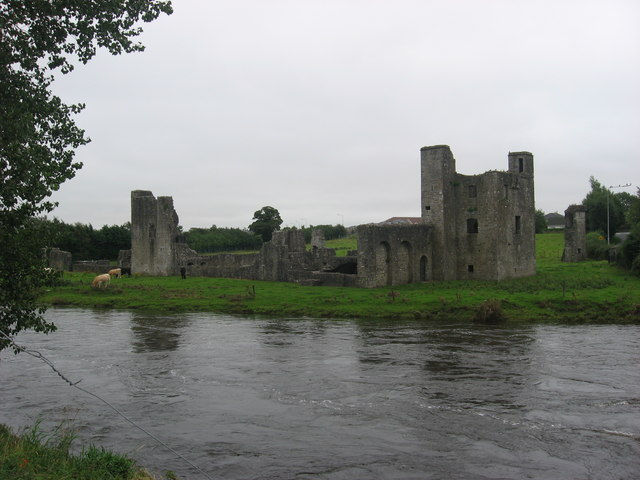
トリムでのボイン川
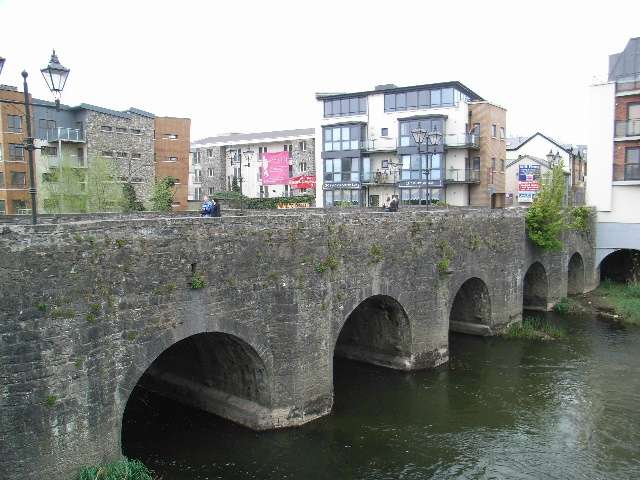
ナヴァンでのボイン川
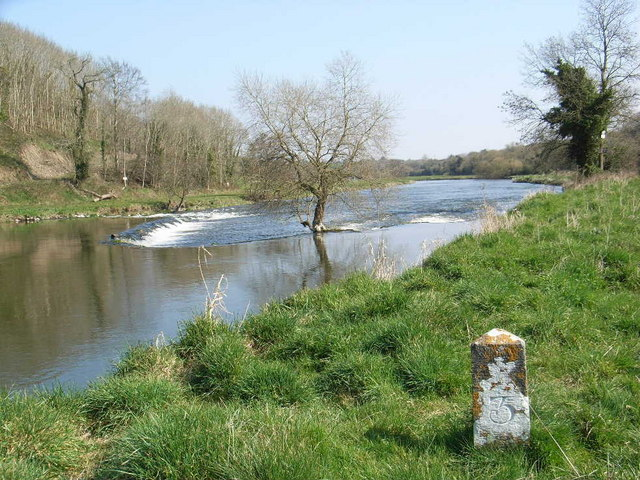
スタッカレン近くのボインの堰
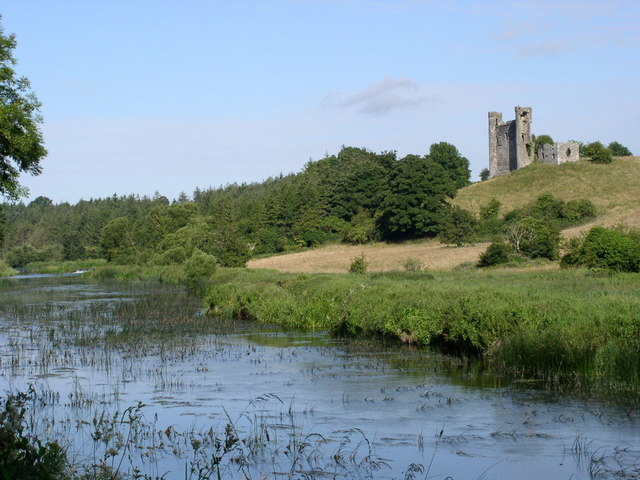
ダンモー城でのボイン川
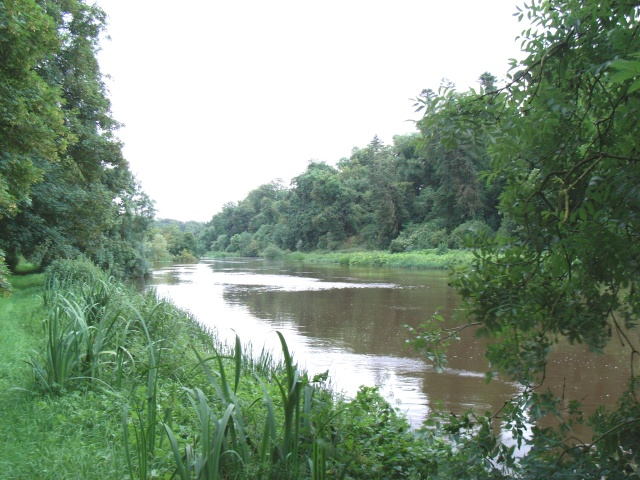
スレーンから上流のボイン川
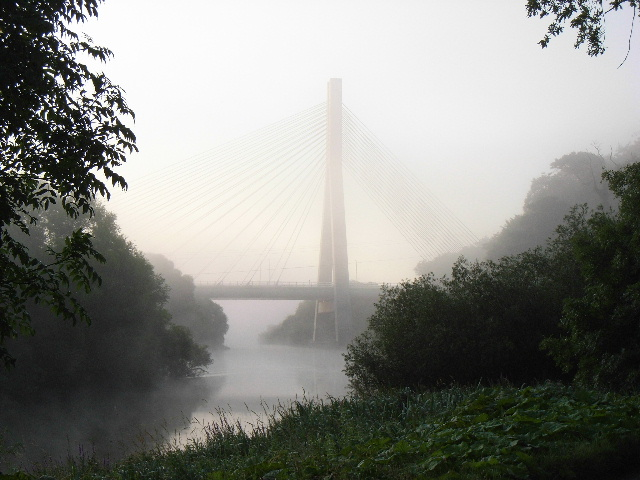
ドロヘダのボイン・ケーブル橋の下を通るボイン川
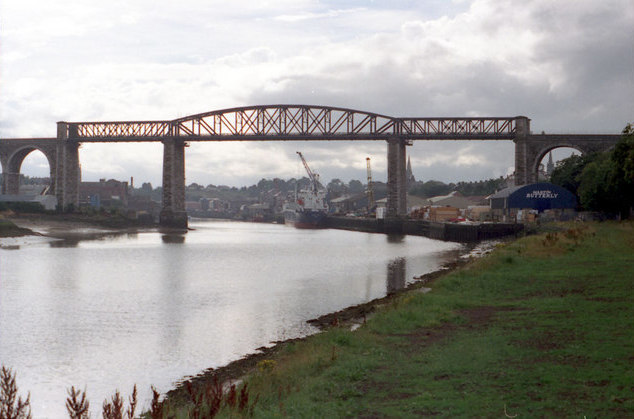
ボイン川にかかるボイン高架橋
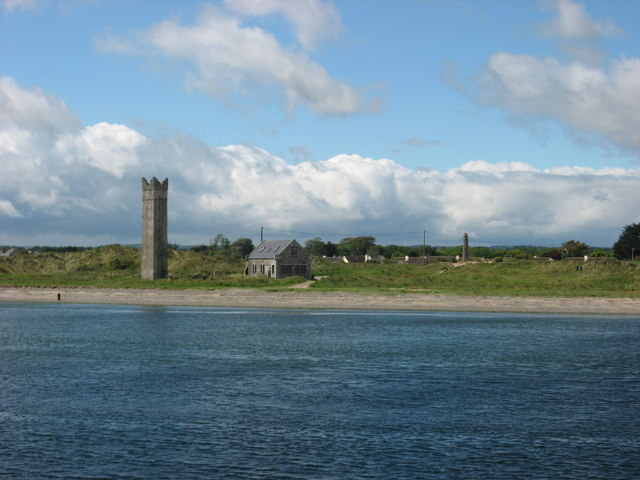
モーニングトンでのボイン川
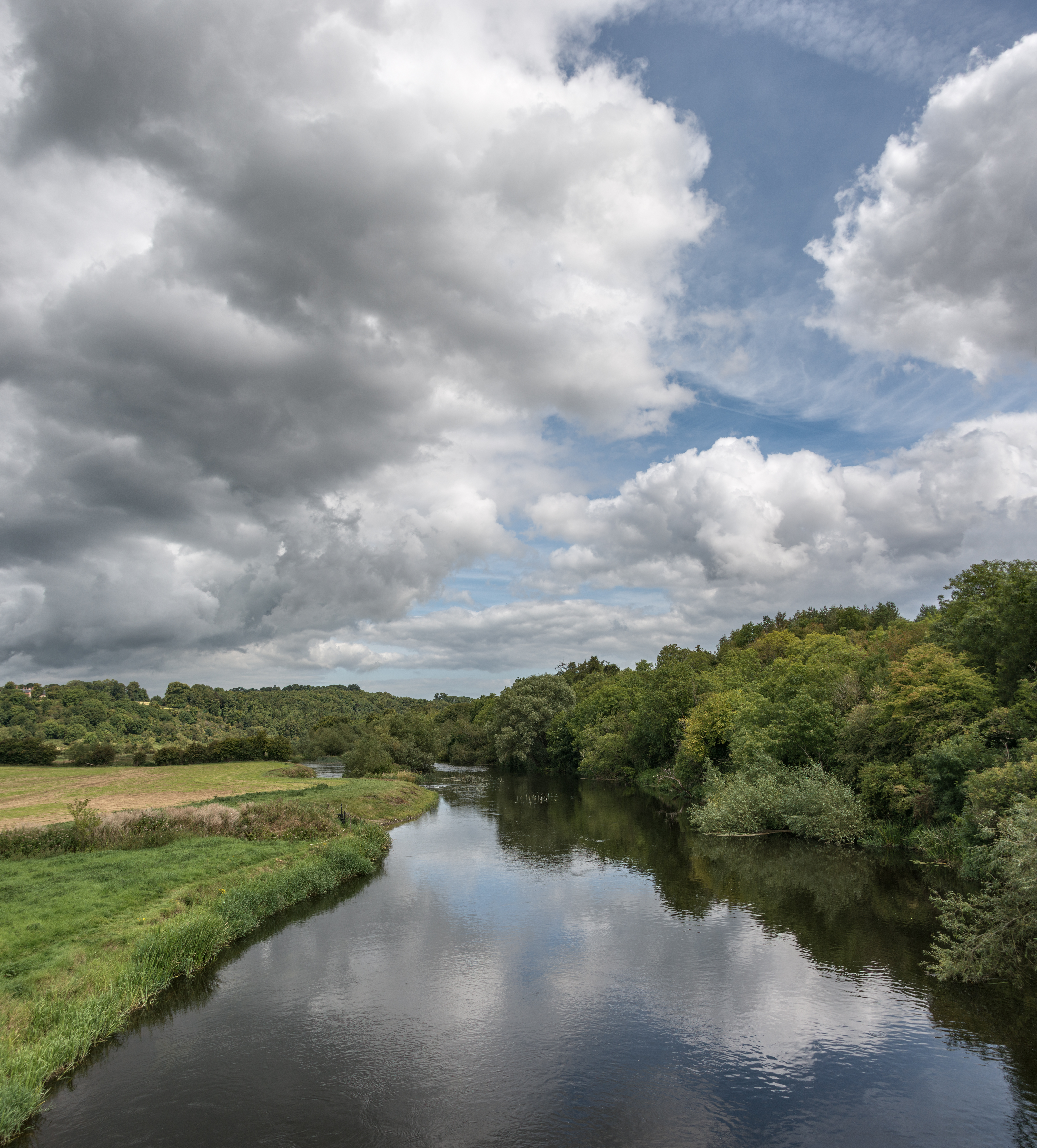
ブル・ナ・ボインでのボイン川
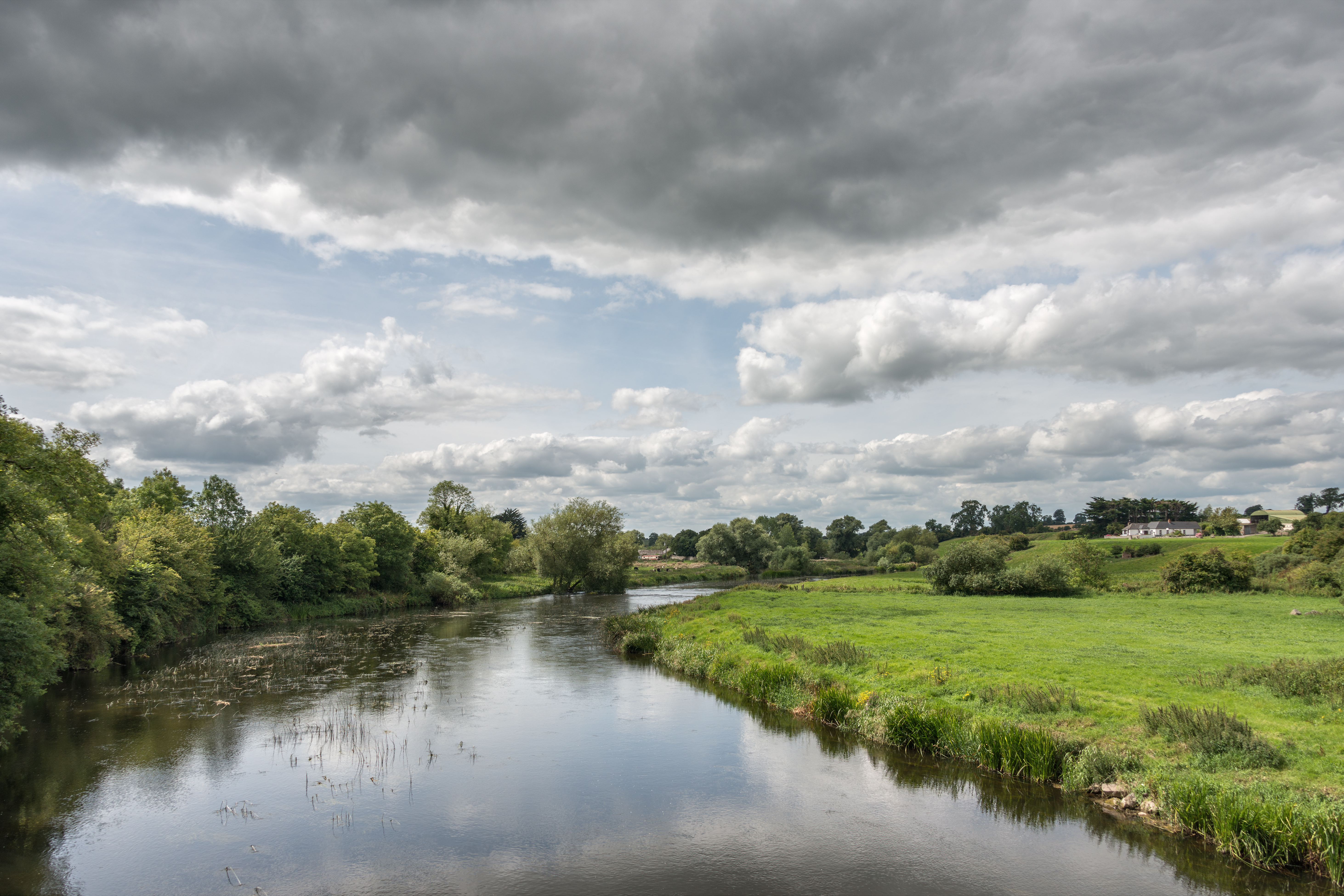
ブル・ナ・ボインでのボイン川